# Vũng Tàu
Pour les articles homonymes, voir Cap Saint-Jacques.
Vũng Tàu, ou Vung Tau, anciennement Cap Saint-Jacques, est une ville du sud du Viêt Nam. Sa population en 2016 est estimée à 327 000 habitants. C'était jusqu'en 2012 le chef-lieu de la province de Bà Rịa-Vũng Tàu. La ville est une destination touristique célèbre au Viêt Nam, grâce à ses plages. La ville s'étend sur 140 km2, comprenant treize quartiers urbains et un village.

## Histoire
La ville est située au sud du Viêt Nam, à l'extrémité d'une petite péninsule, abritée par le Grand Mamelon et formant la baie des Cocotiers. Elle a toujours été traditionnellement un port maritime significatif, particulièrement pendant la période de la colonisation française. Le gouverneur français de l'Indochine, Paul Doumer (plus tard président de la République française), fit construire une villa, La Villa Blanche (en vietnamien : Bạch Dinh) au Cap Saint-Jacques, qui reste toujours un repère visuel de la ville.
Le village de Vung Tàu fut fondé en 1822 par les soldats de l'empereur Nguyên et leurs familles. Le roi donna aux soldats le terrain en récompense pour avoir libéré la région infestée de pirates malais. La ville de Vung Tau fut fondée par le gouverneur français sous le nom de Cap Saint Jacques.

### Période pré-coloniale
Aux XIVe et XVe siècles, le site de l'actuel Vung Tau était un marais que les bateaux marchands européens visitaient régulièrement. C'est pourquoi il fut alors appelé Vũng Tàu (ancrage). Les navigateurs portugais passaient fréquemment près du cap et l'appelèrent ensuite Saint-Jacques. Les Français le baptisèrent Cap Saint-Jacques. La falaise de Vung Tau s'appelle maintenant le mũi Nghinh Phong (littéralement « cap de la bienvenue de la brise »).
Vung Tau fut désignée aussi sous le nom de Tam Thắng (trois bateaux) en mémoire des trois premiers villages bâtis ici : Thắng Nhất, Thắng Nhị, Thắng Tam. 
Vũng Tàu était administrée par la province de Biên Hòa sous la dynastie de Nguyen. Sous le règne du roi Gia Long (1761-1820), quand les pirates malais commencèrent à bâtir des habitations sur la côte de Vung Tau et se révélèrent être un danger pour les commerçants de la ville de Gia Dinh, le roi envoya trois bataillons afin d'éliminer les pirates. Les troupes nettoyèrent la région, et des terres leur furent données en récompense.

### À l'époque de l'Indochine française

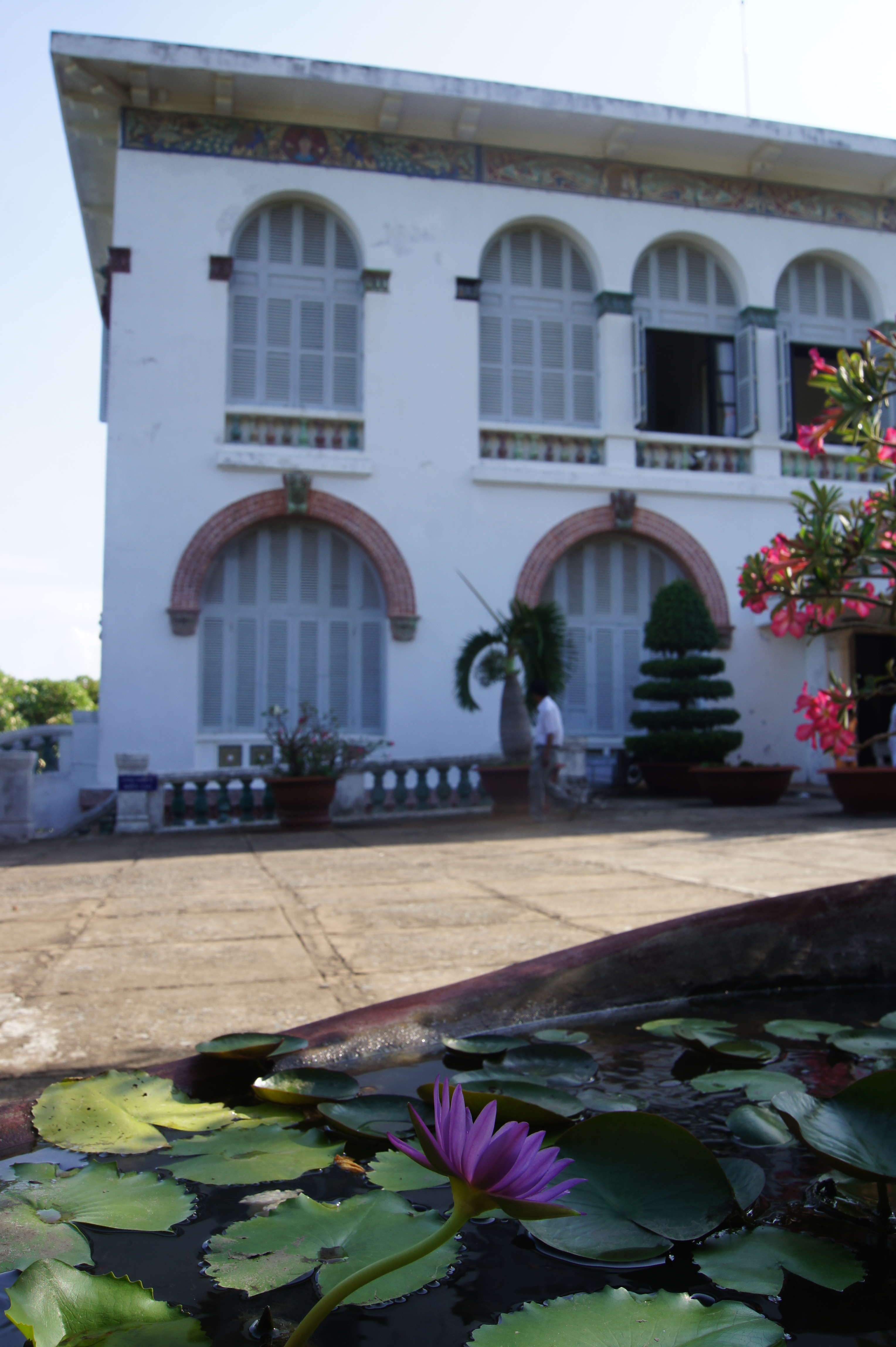
Vue de la Villa Blanche construite par Paul Doumer.

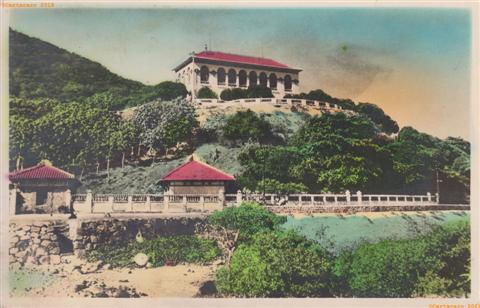
La villa Blanche vers 1920.

Le 10 février 1859, l'armée de Nguyen, pour la première fois, tira au canon à la bataille française de la forteresse de Phước Thắng, 30 m de hauteur et sont localisés 100 m de la plage Truoc.[Quoi ?] Ceci a marqué une période importante dans la guerre de l'empire d'Annam contre les Français en Cochinchine.
En 1876, selon un décret émis par les autorités coloniales françaises, Vung Tau fusionna dans le comté de Ba Ria avec une partie de l'administration de Saïgon formant ainsi la circonscription de Saïgon. Elle se trouve à 125 km au sud-est de Saïgon, au bord de la mer de Chine face aux bouches du Mékong et contre le débouché du Dong Nai  (Donnaï).
Le 1er mai 1895, le gouverneur de Cochinchine établit par décret Le Cap Saint Jacques, comme ville autonome. En 1898, celle-ci intégra le comté de Ba Ria et fut divisée en 1899. Paul Doumer y fit construire en 1898 la villa Blanche par l'architecte Antoine Genet. Elle était reliée directement par le télégraphe au gouvernement général de Saïgon. Le roi déchu Thanh Thai y vécut de 1906 à 1917. 
En 1901, la population du Cap Saint-Jacques était de 5 690 habitants, dont 2 000 étaient des immigrés du Vietnam du nord (le Tonkin). La plupart des habitants de la ville vivaient de la pêche. Le 4 avril 1905, le Cap Saint Jacques est devenu une zone d'administration de la province de Ba Ria. Le phare du Cap Saint-Jacques de 3 m de diamètre et 18 m de hauteur est construit en 1911 sur la colline du Télégraphe à 170 m d'altitude avec un mécanisme des établissements Henry Lepaute.
En 1929, le Cap Saint Jacques est devenu une province, et une commune en 1934. C'était un lieu de vacances apprécié des coloniaux de Cochinchine qui y possédaient des villas ou descendaient au grand hôtel Mottet, donnant sur la plage. La ville donnant sur le quai Lanessan disposait d'une poste, d'un hôpital, de l'église catholique Notre-Dame avec son haut clocher, de pavillons militaires, de l'inspection militaire, etc.

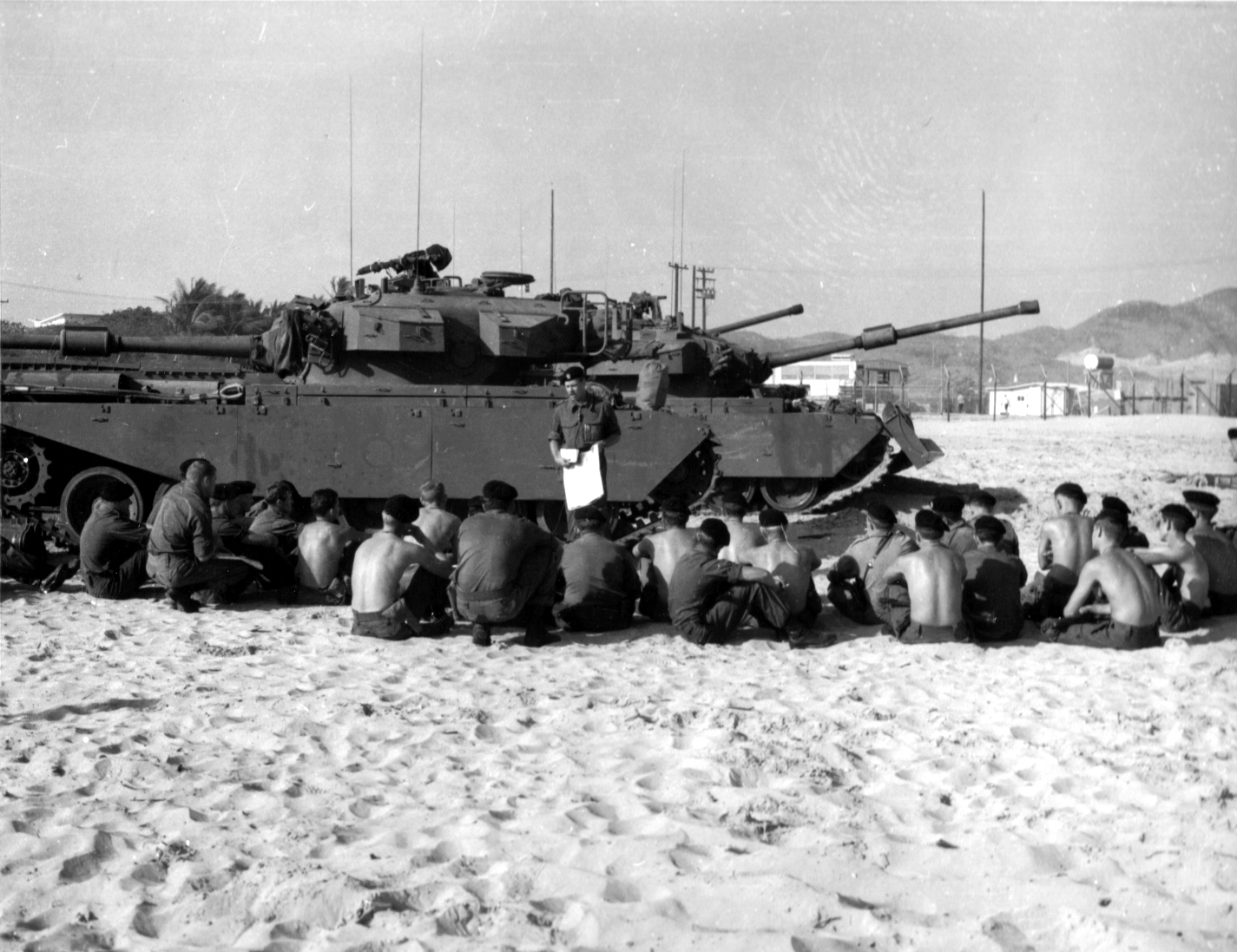
Troupes australiennes à Vung Tau, 1968.

### À l'époque du Sud Viêt Nam
Pendant la guerre du Viêt Nam, Vung Tau était un centre du corps expéditionnaire australien, d'unités de soutien américaines, et une zone de repos populaire pour les troupes américaines
Quand Saïgon – la capitale du Sud Vietnam – est tombée en avril 1975, beaucoup de Vietnamiens se sont sauvés à Vung Tau. 

### Depuis 1975
Le 30 mai 1979, Vung Tau a été faite capitale de la zone administrative spéciale de Vung Tau-Con Dao. Le 12 août 1991, la province de Ba Ria Vung Tau a été officiellement fondée, la cité municipale de Vung Tau devenant officiellement Vung Tau Ville.
Le cimetière chrétien de Vung Tau (ex-Cap Saint-Jacques) a été détruit par les autorités communistes en 1986.

## Économie

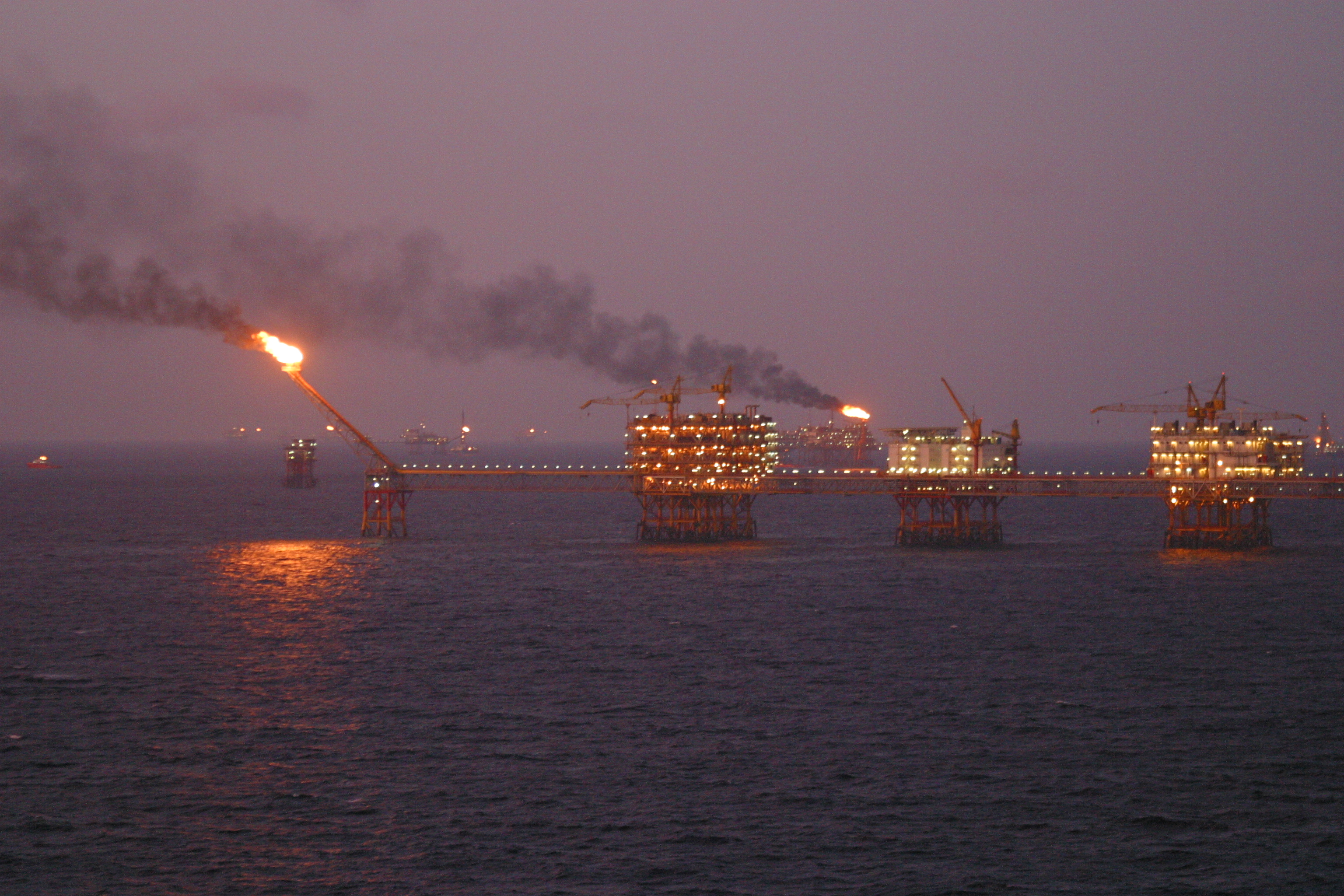
Exploitation pétrolière de Bach Ho.

Aujourd'hui, l'importance de la ville pour le Vietnam en tant que port maritime a diminué, mais elle joue toujours un rôle significatif dans l'industrie pétrolière au large. Vung Tau est la seule base pétrolière du Viêt Nam, et les activités d'exploitation du gaz et du brut dominent l'économie de la ville et contribuent au principal revenu au budget du Viêt Nam et au volume d'exportation.
En ce qui concerne le tourisme, Vung Tàu est fameuse pour ses plages étendues. De plus Vung Tau n'est qu'à 130 km de distance d'Hô Chi Minh-Ville (Saïgon) par la route. C'est donc une destination de villégiature appréciée par ceux voulant se tenir à l'écart de la ville pour peu de temps.

## Tourisme

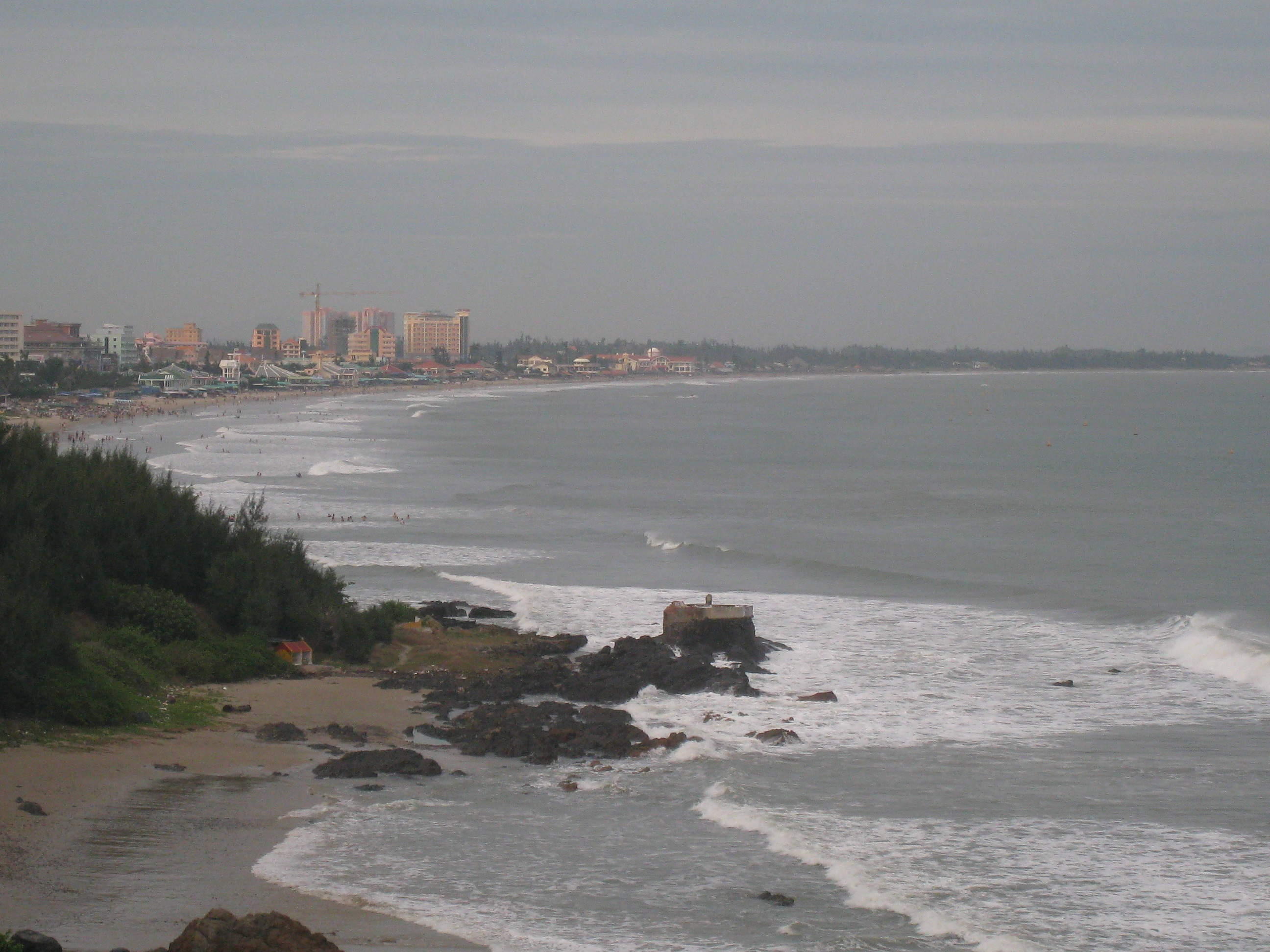
La plage de Sau, vue de la Petite Montagne.

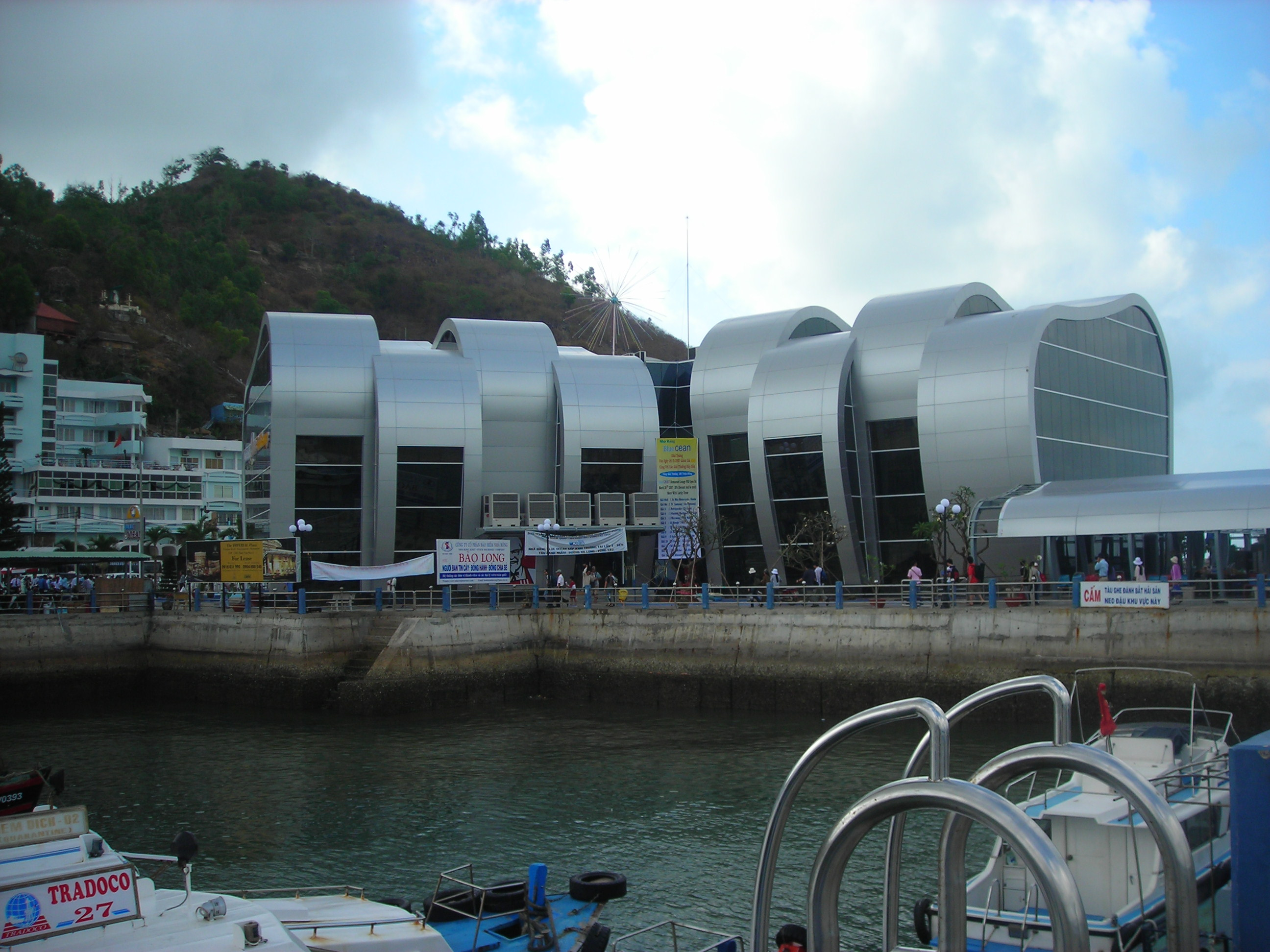
La gare du bac à grande vitesse hydrofoil de Vung Tau.

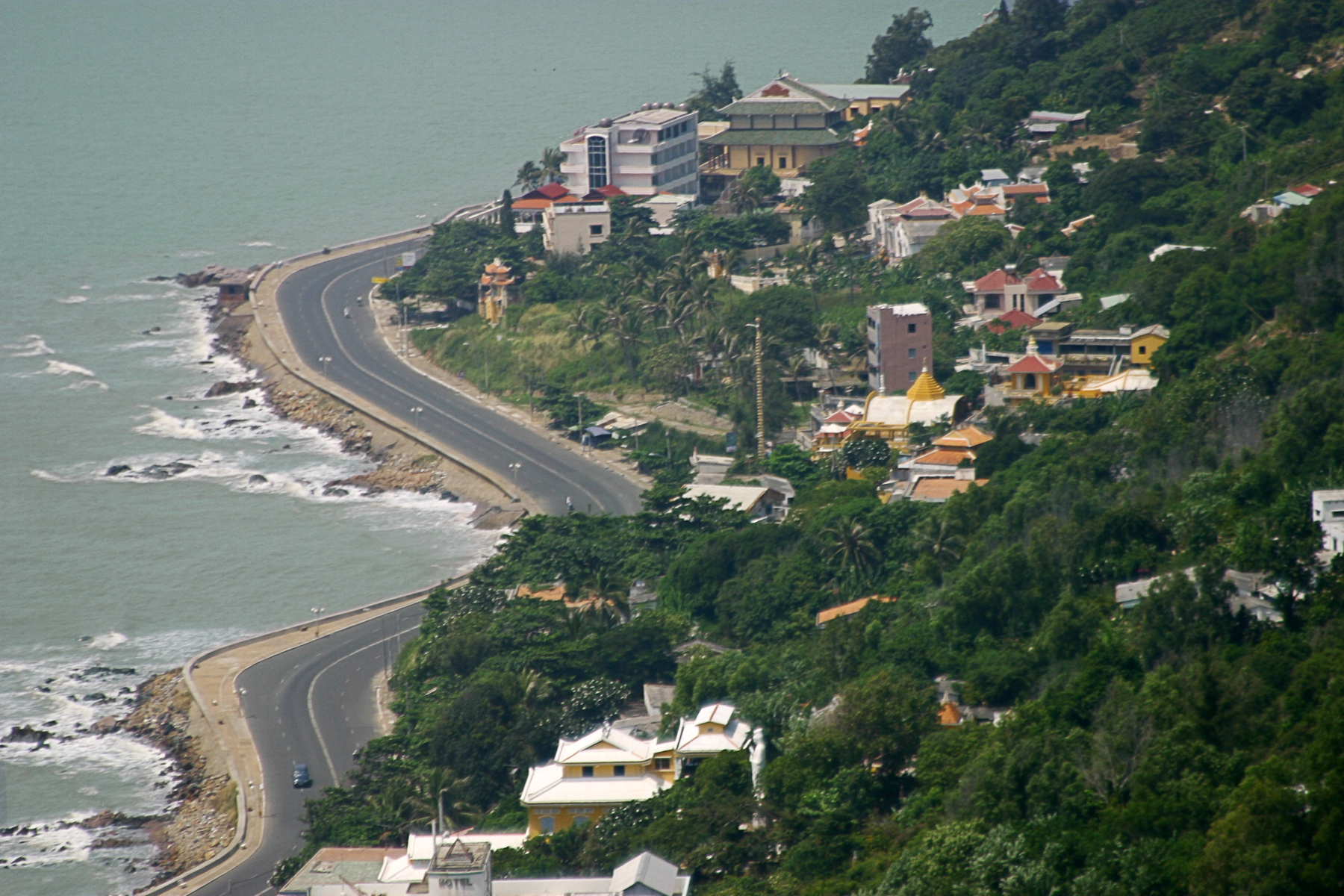
La rue de Ha Long à Vung Tau.

Récemment, le nombre de touristes étrangers visitant les plages de Vung Tàu a augmenté. Vung Tàu est aussi le site d'un des parcours de golf les plus connus du Viêt Nam. Avec ses belles plages, chaudes toute l'année, Vung Tau est un paradis pour les touristes. Elle est accessible depuis Hô Chi Minh-Ville en deux heures et demie par la route (route 51) ou en 1 heure et quart par le bac express hydrofoil. 
Vung Tàu a aussi un intérêt religieux. Le monument le plus remarquable de la ville est une grande statue du Christ, haute de 32 mètres et construite sur le sommet d'une colline par la minorité catholique du Viêt Nam à partir de 1973 à l'époque du Sud Viêt Nam.
La pagode de Thich Ca Phat Dai et le temple de Niet Tinh Xa, deux sites bouddhistes, attirent les pèlerins de toute la région.  
Il existe aussi un village russe à Vung Tau avec leur paroisse orthodoxe. Les Russes qui s'y trouvent travaillaient autrefois pour la compagnie mixte pétrolière soviéto-vietnamienne « Vietsovpetro ».
Maintenant comme autrefois, Vung Tau est une ville de soleil, avec ses plages de sable et ses vagues, où la gastronomie est à l'honneur et sa bière réputée. Il existe même une discothèque ou deux. Un grand projet américain de villégiature a été approuvé par le gouvernement du Vietnam - le Saigon Atlantis. L'appel d'offres, pour ce projet de 300 millions de dollars prévoit des hôtels 5 étoiles, des centres commerciaux et de récréation. Deux autres projets américains (l'aquarium de Vung Tau capitalisé à 250 millions de dollars et le parc de récréation de Bau Trung capitalisé à 250 millions de dollars) attendent l’approbation du gouvernement vietnamien. 
La gastronomie locale est caractérisée par des repas à base de produits de la mer (homards, crabes, poissons), la bière allemande et la cuisine russe.
Vũng Tàu possède un aéroport (code AITA : CSJ).

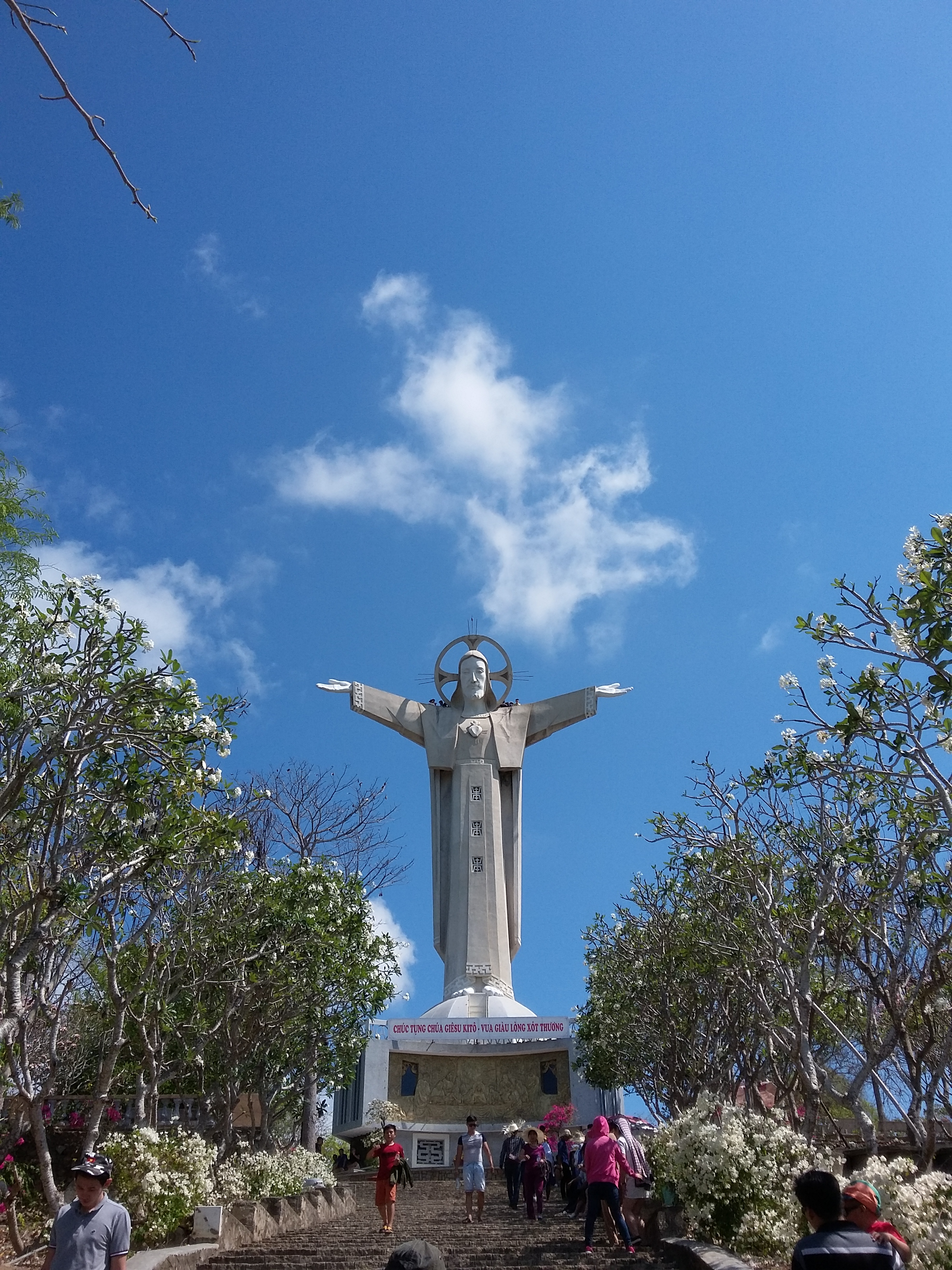
Le Christ de Vũng Tàu sur la Petite Montagne.
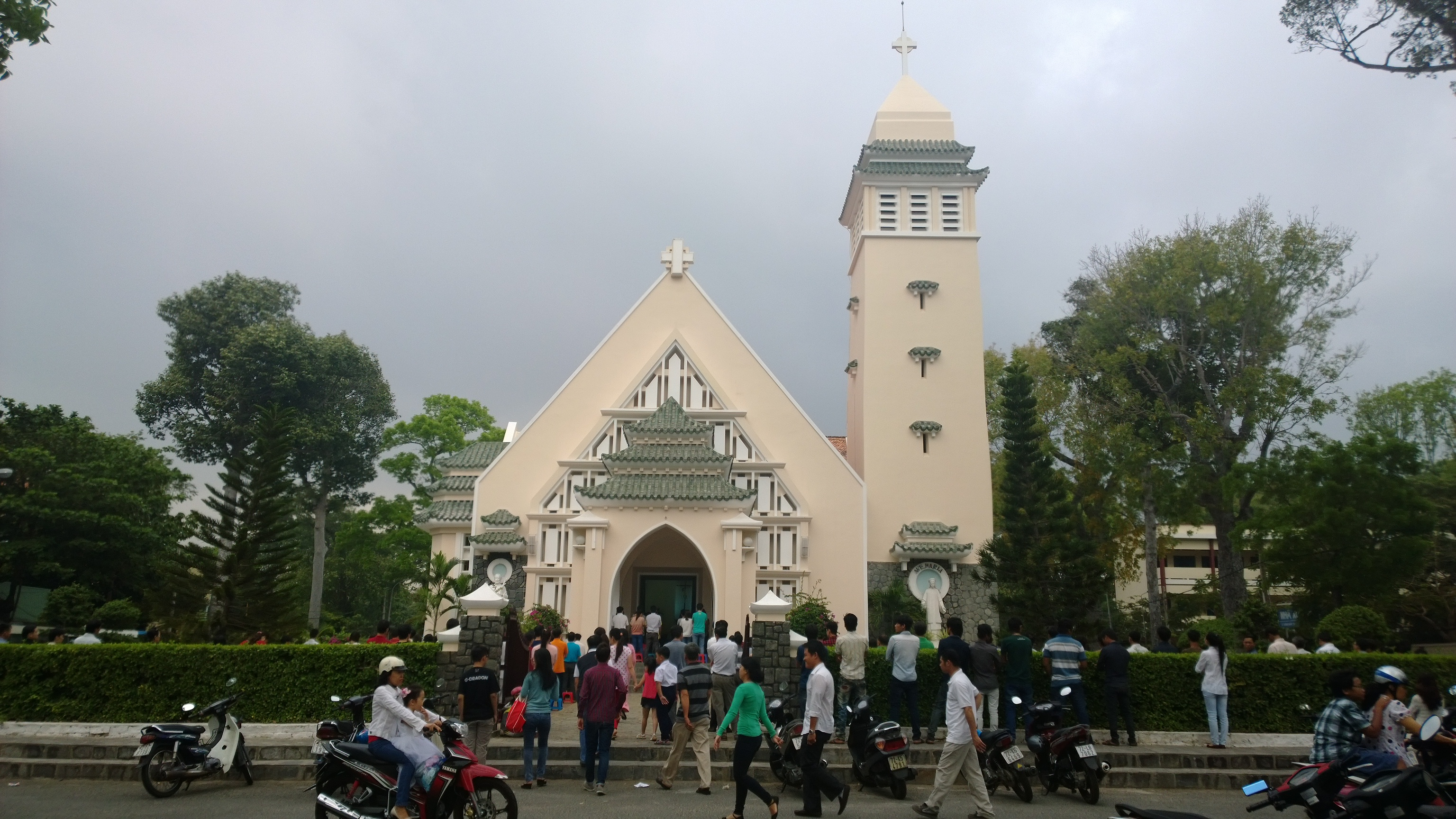
Vue de l'église Notre-Dame.

## Personnalités
- Phạm Minh Hoàng (1955-), blogueur franco-vietnamien et professeur en mathématiques appliquées à l'École polytechnique de Hô-Chi-Minh-Ville, est né à Vũng Tàu.